# Marie-Joseph Dubois
Le révérend Père Marie-Joseph Dubois, né le 29 avril 1913 à Nice (Alpes-Maritimes) et mort le 3 juillet 1998 à Toulon (Var), était un missionnaire mariste, linguiste et ethnographe.

## Biographie
Il a été missionnaire à Nouméa.

## Distinctions
- Officier de l'ordre national du Mérite (1978)[1]